# Movimento Graal
Movimento Graal é uma organização originada na Alemanha no final da década de 1940, inspirada no trabalho de Oskar Ernst Bernhardt, também conhecido pelo pseudônimo Abdruschin ou Abd-ru-shin, com especial destaque para a obra Na Luz da Verdade — Mensagem do Graal. Abdruschin se declarava "o Filho do Homem" prometido por Jesus. Abdruschin não estabeleceu a organização; o Movimento, tal como existe hoje, foi formalmente estabelecido por seus idealizadores.
Na cidade brasileira de Embu das Artes foi criada, na década de 1970, uma entidade chamada "Ordem do Graal na Terra", reconhecida de utilidade pública pela assembleia paulista em 1975.